# František Tomášek
František Tomášek (Studénka, 30 giugno 1899 – Praga, 4 agosto 1992) è stato un cardinale e arcivescovo cattolico ceco.

## Biografia
Nacque a Studénka il 30 giugno 1899. Fu ordinato sacerdote il 5 luglio 1922 e fu inviato a Olomouc. Il 13 ottobre 1949 fu consacrato vescovo e gli venne assegnata la sede titolare di Buto e contestualmente nominato vescovo ausiliare di Olomouc, nomina che non fu resa pubblica a causa della persecuzione religiosa da parte delle autorità del regìme comunista cecoslovacco.
Dal 1951 al 1954 il regìme lo fece internare in un campo di lavoro forzato. Nel febbraio 1965 fu nominato amministratore apostolico dell'arcidiocesi di Praga poiché l'arcivescovo della città, Josef Beran, andando a Roma a ricevere la porpora cardinalizia, non sarebbe più potuto rientrare nel paese per ordine del governo comunista cecoslovacco.
Nominato arcivescovo di Praga dal 1977, mantenne la carica fino alle sue dimissioni, avvenute nel 1991. Ebbe sempre un atteggiamento di cauto ma deciso confronto con il governo comunista cecoslovacco, che contrastava la religione e la Chiesa cattolica. Per tale motivo definito anche 'il cardinale di ferro'. In tal senso anticipò con il suo atteggiamento la rivoluzione di velluto del 1989, quando i paesi del Patto di Varsavia videro sciogliersi i vincoli con l'ex Unione Sovietica in modo spontaneo e senza violenze.
Papa Paolo VI lo creò cardinale in pectore nel concistoro del 24 maggio 1976 e lo pubblicò nel concistoro del 27 giugno 1977. È stato uno degli ecclesiastici che si è spinto a dichiarare apertamente parere favorevole circa le apparizioni mariane di Međugorje. Fu il cardinale elettore più anziano nei due conclavi del 1978. È deceduto il 4 agosto 1992, all'età di novantatré anni, a Praga e oggi riposa nella cappella arcivescovile della cattedrale di San Vito.

## Conclavi
In qualità di membro del Sacro collegio František Tomášek partecipò a due conclavi:
- quello del 25-26 agosto 1978, che elesse papa Giovanni Paolo I;
- quello del 14-16 ottobre 1978, che elesse papa Giovanni Paolo II.

## Genealogia episcopale e successione apostolica
La genealogia episcopale è:
- Cardinale Scipione Rebiba
- Cardinale Giulio Antonio Santori
- Cardinale Girolamo Bernerio, O.P.
- Arcivescovo Galeazzo Sanvitale
- Cardinale Ludovico Ludovisi
- Cardinale Luigi Caetani
- Cardinale Ulderico Carpegna
- Cardinale Paluzzo Paluzzi Altieri degli Albertoni
- Papa Benedetto XIII
- Papa Benedetto XIV
- Papa Clemente XIII
- Cardinale Marcantonio Colonna
- Cardinale Giacinto Sigismondo Gerdil, B.
- Cardinale Giulio Maria della Somaglia
- Cardinale Carlo Odescalchi, S.I.
- Cardinale Costantino Patrizi Naro
- Cardinale Lucido Maria Parocchi
- Papa Pio X
- Papa Benedetto XV
- Papa Pio XII
- Arcivescovo Saverio Ritter
- Cardinale Josef Beran
- Arcivescovo Josef Karel Matocha
- Cardinale František Tomášek

La successione apostolica è:
- Vescovo Jan Lebeda (1988)
- Vescovo Antonín Liška, C.SS.R. (1988)
- Vescovo Josef Koukl (1989)
- Vescovo František Radkovský (1990)
- Vescovo František Václav Lobkowicz, O. Praem. (1990)